# Joseph-König-Gedenkmünze

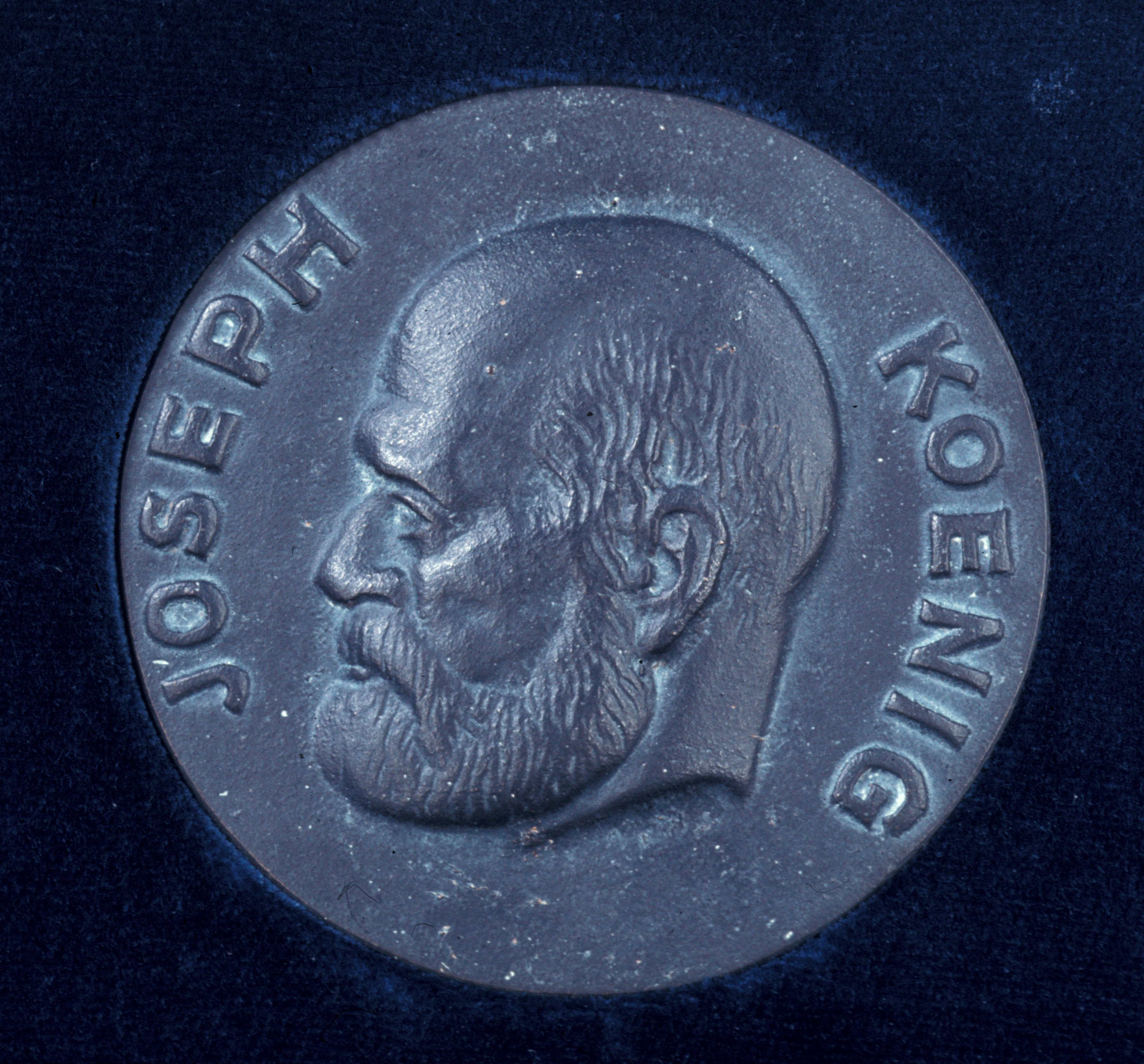
Josef-König-Gedenkmünze

Die Joseph-König-Gedenkmünze ist ein Wissenschaftspreis der Gesellschaft Deutscher Chemiker für das Fach Lebensmittelchemie. Die Auszeichnung wurde im Jahr 1934 vom damaligen „Verein Deutscher Lebensmittelchemiker“ gestiftet. Sie erinnert – so heißt es in der Stiftungssatzung – „an den Geheimen Regierungsrat Professor Dr.-Ing. E.h. Dr. phil.nat. h.c. Dr. agr. h.c. Dr. med. h.c. Joseph König (1843–1930), den verdienstvollen Altmeister der Lebensmittelchemie“.
König war ein Schüler von Justus Liebig; er gilt als einer der Begründer des Faches Lebensmittelchemie. Seit 1951 wird die Medaille vom Vorstand der Gesellschaft deutscher Chemiker verliehen an in- und ausländische Persönlichkeiten verliehen, die sich besondere Verdienste um die wissenschaftliche Entwicklung und um die Förderung der Lebensmittelchemie erworben haben.
Neben der Bronzemedaille erhält der Preisträger eine Urkunde und einen Geldbetrag (7500 €, Stand 2011).

## Inhaber der Joseph-König-Gedenkmünze bis 1945
- 1934 Adolf Beythien, Dresden, Aloys Bömer (1868–1936), Münster, Theodor Wilhelm Fresenius, Wiesbaden, Adolf Juckenack (1870–1939), Berlin
- 1935 Georg Kappeller, Magdeburg, Walter Petri, Koblenz, Josef Tillmans, Frankfurt/Main, J. Werder, Zürich/Schweiz
- 1938 F. Härtel, Leipzig, Otto Köpke, Berlin, Franz Litterscheid, Hamm
- 1940 Hugo Haupt (1874–1954), Bautzen, Ernst Nottbohm, Hamburg
- 1943 Karl Wrede (1882–1968), Gießen
- 1944 Heinrich Fincke, Köln
- 1945 Benno Bleyer, München

## Inhaber der Joseph-König-Gedenkmünze nach Gründung der Gesellschaft Deutscher Chemiker
- 1951: Willibald Diemair, Frankfurt/Main
- 1952: Constant Griebel, Berlin
- 1953: Otto Högl, Bern/Schweiz
- 1955: Friedrich Egger, Mannheim, Direktor des Städtischen Untersuchungsamtes Mannheim (1. August 1955 verstorben, Verleihung posthum 12. September 1955)
- 1957: August Brüning, Münster
- 1960: Jan Frans Reith, Utrecht/Niederlande
- 1963: Josef Schormüller, Berlin
- 1966: Josef Eisenbrand, Saarbrücken
- 1972: Rudolf Heiss, München
- 1974: Friedrich Kiermeier, München
- 1976: Rudi Franck, Berlin
- 1977: Kurt Heyns, Hamburg
- 1980: Ludwig Acker, Münster
- 1986: Hans Lange, Frankfurt/Main
- 1988: Hans-Dieter Belitz, München
- 1990: Werner Baltes, Berlin
- 1992: Hans-Peter Thier, Münster
- 1993: Ulrich Freimuth, Dresden
- 1994: Claus Franzke, Berlin
- 1995: Wolfgang Specht, Hamburg
- 1998: Werner Grosch, München
- 1999: Eberhard Ludwig, Dresden
- 2000: Armin Mosandl, Frankfurt/Main
- 2005: Hans Steinhart, Hamburg
- 2007: Peter Schieberle, München
- 2009: Gerhard Eisenbrand, Kaiserslautern
- 2011: Alphons Voragen, Wageningen
- 2013: Elke Anklam, Geel/Belgien
- 2015: Wolfgang Schwack, Hohenheim
- 2017: Reiner Wittkowski, Berlin
- 2019: Lothar W. Kroh, Berlin
- 2023: Thomas Henle, Dresden
- 2025: Konrad Grob, Zürich; Reinhard Matissek, Köln[1]